# Direkt oxidáció
A direkt oxidáció, más néven pentóz-foszfát ciklus egy biokémiai folyamat. A glükóz az élő sejtekben az anyagcsere során megismert úttól teljesen eltérő reakciósorozaton keresztül is oxidálódhat. Ez az út a glukóz-6-foszfát úgynevezett direkt oxidációja, amelynek során a glukóz-6-foszfát széndioxid és víz keletkezése közben eloxidálódik anélkül, hogy piroszőlősav keletkezne.
Lényege az, hogy a glukóz-6-foszfát első szénatomja széndioxiddá alakul és pentóz-foszfát keletkezik, majd ez a pentóz-foszfát ismét visszaalakul glukóz-6-foszfáttá.
A folyamathoz hidrogénszállító anyagra van szükség, ami a direkt oxidáció esetén mindig NADP (nikotinamid-adenin-dinukleotidfoszfát).
A glukóz-6-foszfát direkt oxidációja az élő szervezetben párhuzamosan játszódik le a glikolitikus reakcióutat követő oxidatív lebomlással. A legtöbb szövetben a direkt oxidáció alárendelt szerepet játszik, a máj kivételével, melyben az elégetett glukóz mennyiségének közel a fele direkt oxidációval bomlik le.
Valószínűleg a direkt oxidációnak elsősorban nem az energiatermelés a szerepe, hanem a szervezet számára fontos pentózok előállítása.
A pentózok nélkülözhetetlenek a nukleinsavak felépítéséhez.
Ha a pentóz nem használódik el a szintézishez olyan mértékben, ahogy keletkezik, akkor visszaalakul glukóz-6-foszfáttá.